# Overstrand (gemeente)
Overstrand (Engels: Overstrand Local Municipality) is een gemeente in het Zuid-Afrikaanse district Overberg.
Overstrand ligt in de provincie West-Kaap en telt 80.432 inwoners.

## Hoofdplaatsen
Overstrand is op zijn beurt nog eens verdeeld in 22 hoofdplaatsen (Afrikaans: nedersettings) en de hoofdstad van de gemeente is de hoofdplaats Hermanus.
- Baardskeerdersbos
- Bettysbaai
- Die Kelders
- Fisherhaven
- Franskraalstrand
- Gansbaai
- Hawston
- Hermanus
- Kleinbaai
- Kleinmond
- Mount Pleasant
- Onrusrivier
- Pearly Beach
- Pringlebaai
- Rooiels
- Sandbaai
- Stanford
- Van Dyksbaai
- Vermont
- Viljoenshof
- Voëlklip
- Zwelihle